# Yutro (Krasnodar)
Yutro (del ruso: Утро) es un posiólok del raión de Leningrádskaya del krai de Krasnodar, en Rusia. Está situado en la orilla derecha del río Sosyka, afluente del Yeya, frente a Burdatski, 18 km al sureste de Leningrádskaya y 137 km al nordeste de Krasnodar, la capital del krai. Tenía 172 habitantes en 2010.
Pertenece al municipio Vostóchnoye.